# Šetkus
Šetkus ist ein litauischer männlicher Familienname slawischer Herkunft.

## Weibliche Formen
- Šetkė (neutral)
- Šetkutė (ledig)
- Šetkuvienė (verheiratet)

## Namensträger
- Ernestas Šetkus (* 1985), Fußballspieler
- Kęstutis Šetkus (* 1980), Politiker, Vizeminister für Umwelt